# Maciej Gołąb
Maciej Gołąb (ur. 25 października 1952 w Lęborku) – polski muzykolog, prof. zwyczajny Uniwersytetu Wrocławskiego, od 2003 kierownik Zakładu, od 2009 roku Katedry, a w latach 2015–2020 dyrektor Instytutu Muzykologii UWr.

## Życiorys
Po ukończeniu Liceum Ogólnokształcącego im. Stefana Żeromskiego w Lęborku, w latach 1971–1976 studiował muzykologię na Uniwersytecie Warszawskim pod kierunkiem Józefa Chomińskiego, Zofii Lissy i Anny Czekanowskiej. Doktoryzował się w 1981 roku na UW pod kierunkiem prof. Józefa M. Chomińskiego rozprawą Teoria i jej kompozytorskie aspekty w muzyce dwunastotonowej I połowy XX wieku (wyd. 1987). Habilitację uzyskał w 1990 roku na Wydziale Historycznym UW na podstawie pracy Chromatyka i tonalność w muzyce Chopina (wyd. polskie 1991, niem. 1995). W 1999 roku otrzymał tytuł profesora nauk humanistycznych.
Wykładał historię i teorię muzyki w Instytucie Muzykologii Uniwersytetu Warszawskiego (1978–2003), a jako profesor wizytujący także na uniwersytetach w Bloomington i Moguncji. 
Jest członkiem rad redakcyjnych: kwartalnika „Muzyka” (Instytut Sztuki PAN, od 1996), półrocznika „Audiosfera. Koncepcje-badania-praktyki” (Instytut Kulturoznawstwa UWr, od 2015) oraz „The Chopin Review”/„Studia Chopinowskie” (Narodowy Instytut Fryderyka Chopina, od 2018). Od 2005 jest również redaktorem naukowym wydawnictw muzykologicznych „Musicologica Wratislaviensia” (Wydawnictwo Uniwersytetu Wrocławskiego), a od 2012 – serii „Eastern European Studies in Musicology” (Peter Lang International Academic Publishers). W 2003 roku reaktywował studia muzykologiczne na Uniwersytecie Wrocławskim. 
W 2004 za książkę Spór o granice poznania dzieła muzycznego otrzymał Nagrodę Ministra Edukacji Narodowej. W 2012 został odznaczony Złotym Krzyżem Zasługi. W latach 2012–16 był członkiem Senatu Uniwersytetu Wrocławskiego, a w 2015–18 – Komitetu Nauk o Sztuce PAN. W 2022 książkę o Mazurku Dąbrowskiego nagrodzono w konkursach Academia 2022 oraz Klio 2022, a także nominowano do Nagrody im. Jana Długosza.

## Zainteresowania badawcze
Jego zainteresowania badawcze mają trzy punkty ciężkości: związane z historią dwudziestowiecznej moderny muzycznej, metodologią badań muzykologicznych oraz twórczością (wraz z jej recepcją) Fryderyka Chopina.
Pierwsza monografia (1987) odwołuje się do nowszej historii teorii muzyki, rozpatrując historię doktryn dodekafonicznych w I poł. XX w. i konfrontując je z praktyką kompozytorską. W drugiej [1990, wyd. niem. 1995] autor koncentruje uwagę na problemie dynamicznych jakości harmoniczno-tonalnych w muzyce Chopina, ukazując je z punktu widzenia historii teorii muzyki i analizy funkcjonalno-warstwowej. Kolejna monografia poświęcona została życiu i twórczości pierwszego polskiego dodekafonisty Józefa Kofflera (1995, wyd. ang. 2004): zapomnianej postaci historii kultury muzycznej okresu 20-lecia międzywojennego. Jedną z najważniejszych prac autora jest książka z zakresu analitycznej teorii muzyki i epistemologii; synteza poświęcona historii (a przez poprzez historię systematyce) problemów poznania dzieła muzycznego [2003 i 2012, wyd. ang. 2008]. W kręgu refleksji nad społeczną historią muzykologii i jej metodologią znajduje się książka poświęcona postaci i twórczości naukowej Józefa M. Chomińskiego (2008). Kolejna monografia to historia moderny muzycznej XX w. (bez stylów, kierunków i tendencji), widzianej przez pryzmat zarówno jej związków z muzyką XIX w., jak i z punktu widzenia poszerzania granic muzyczności (2011, wyd. ang. 2015). Wydane wyłącznie w języku angielskim studia nad twórczością Chopina i jej recepcją [2014] dokumentują ewolucję wieloletnich chopinologicznych zainteresowań autora. Poświęcona Mazurkowi Dąbrowskiego ostatnia książka to szeroko zakrojona muzykologiczna synteza historii powstania i recepcji polskiego hymnu. 
Inne książki  – redagowane przez niego studia zbiorowe o charakterze monograficznym – są pochodną jego zasadniczych zainteresowań, a poświęcone zostały: przemianom stylu Chopina (1993), historii muzykologii na Uniwersytecie Wrocławskim (2005) i Fryderykowi Chopinowi w kulturze polskiej (2009).
Opublikował ponad sto sześćdziesiąt prac w Polsce i za granicą.

## Książki w oryginalnej wersji językowej
- Dodekafonia. Studia nad teorią i kompozycją pierwszej połowy XX wieku (Bydgoszcz 1987),
- Chromatyka i tonalność w muzyce Chopina (Warszawa 1990, II wyd. Kraków 1991),
- Józef Koffler (Kraków 1995),
- Spór o granice poznania dzieła muzycznego (Wrocław 2003, II wyd. Toruń 2012),
- Józef Michał Chomiński. Biografia i rekonstrukcja metodologii (Wrocław 2008),
- Muzyczna moderna w XX wieku. Między kontynuacją, nowością a zmianą fonosystemu (Wrocław 2011),
- Mazurek Dąbrowskiego. Muzyczne narodziny hymnu (Warszawa 2021).

## Książki – tłumaczenia na język niemiecki i angielski
- Chopins Harmonik. Chromatik in ihrer Beziehung zur Tonalität, tłum. B. Hirszenberg (Köln 1995),
- Józef Koffler. Compositional Style and Source Documents, tłum. M. Kapelański, L. Schubert i M. Żebrowski (Los Angeles 2004),
- Musical Work Analysis. An Epistemological Debate, tłum. W. Bońkowski (Frankfurt am Main, Berlin, Bern, Bruxelles, New York, Oxford, Wien 2008),
- Musical Modernism in the Twentieth Century. Between Continuation, Innovation and Change of Phonosystem, tłum. W. Bońkowski (Frankfurt am Main, Berlin, Bern, Bruxelles, New York, Oxford, Warszawa, Wien 2015),
- Twelve Studies in Chopin. Style, Aesthetics and Reception, tłum. W. Bońkowski, J. Comber and M. Kapelański (Frankfurt am Main, Berlin, Bern, Bruxelles, New York, Oxford, Warszawa, Wien 2014).

## Książki – redakcje prac zbiorowych
- Przemiany stylu Chopina (red., Kraków 1993),
- Muzykologia we Wrocławiu. Ludzie – historia – perspektywy (red., Wrocław 2005),

- Chopin w kulturze polskiej (red., Wrocław 2009).

## Wypromowani doktorzy
- Iwona Lindstedt, UW 1998, Dodekafonia i serializm w twórczości kompozytorów polskich XX wieku, wyd. Lublin 2001.
- Barbara Literska, UW 2002, Dziewiętnastowieczne transkrypcje utworów Fryderyka Chopina. Aspekty historyczne, teoretyczne i estetyczne, wyd. Kraków 2004, wyd. ang. Berlin 2020.
- Michał Zieliński, IS PAN 2004, Twórczość orkiestrowa Tadeusza Bairda w kontekście techniki instrumentacji, wyd. Bydgoszcz 2005.
- Wojciech Bońkowski, UW 2008, Dziewiętnastowieczne edycje dzieł Fryderyka Chopina jako aspekt historii recepcji, wyd. Wrocław 2009, wyd. ang. Frankfurt am Main 2016.
- Bogusław Raba, UWr 2008, Między romantyzmem a modernizmem. Twórczość kompozytorska Ignacego Jana Paderewskiego, wyd. Wrocław 2010, wyd. ang. Frankfurt am Main 2014.
- Katarzyna Naliwajek-Mazurek, UW 2008, Twórczość kompozytorska Konstantego Regameya w świetle jego koncepcji estetycznych.
- Sławomir Wieczorek, UWr 2013, Socrealistyczny dyskurs o muzyce w Polsce w latach 1948-1955, wyd. Wrocław 2014, wyd. ang. Berlin 2020.
- Halina Małgorzata Sieradz, IS PAN 2015, "Kwartalnik Muzyczny" (1928-1950) a początki muzykologii polskiej, wyd. Warszawa 2015, wyd. ang. Berlin 2020.
- Wioleta Muras, UWr 2017, Twórczość użytkowa Witolda Lutosławskiego w świetle jego biografii i w kontekście audiosfery XX wieku, wyd. Wrocław 2019.
- Ziemowit Socha, UWr 2017, Socjologiczna analiza recepcji moderny muzycznej na przykładzie wybranych instytucji kultury Wrocławia.
- Monika Pasiecznik, UWr 2023, Od prezentowania dzieł do tworzenia krytycznej wiedzy. Eksperymenty kuratorskie w publicznym koncercie pierwszych dekad XXI wieku, wyd. Toruń 2024.
- Kamila Staśko-Mazur, UWr 2023, Władysław Szpilman (1911-2000). Biografia muzyka i jego twórczość.
- Kwen-Yin Li, UWr 2024, Poetyczność muzyki Chopina.